# LSD, la série documentaire
LSD, la série documentaire est une émission radiophonique documentaire française diffusée depuis 2016 sur France Culture coordonnée par Maryvonne Abolivier, Anahi Morales et Annelise Signoret.

## Historique
LSD, la série documentaire est lancée en août 2016 à la place de l'émission Sur les docks d'Irène Omélianenko. Ayant vocation à « documenter toutes les expériences de la vie, des cultures et des savoirs », elle renouvelle le genre en développant un sujet par semaine sur quatre épisodes de 55 minutes (ou exceptionnellement 8 épisodes de 28 minutes) diffusés du lundi au jeudi à 17 heures. Avec ce nouveau format, sous forme de feuilleton, le programme cherche à s'adapter aux nouveaux modes d'écoute radiophonique en proscrivant l'analyse pour diffuser des récits.
L'émission est d'abord placée sous la coordination de Perrine Kervran et Johanna Bedeau (2016-2023) puis, à la suite du départ de Perrine Kervran pour Arte Radio, la coordination de l'émission est confiée à Maryvonne Abolivier, Anahi Morales et Annelise Signoret .
Plusieurs séries sont remarquées dont Une histoire du dancefloor de Perrine Kervran, réalisée par Anne Perez et diffusée en février 2016, qui tente de « comprendre l’évolution des pratiques dansantes en les inscrivants dans un contexte politique et social »,. En juin 2019, Les transidentités, racontées par les trans de Perrine Kervran, réalisée par Annabelle Brouard, reçoit « l'Out d'or du documentaire », prix qui célèbre la visibilité des personnes LGBTI dans la sphère publique,.
En décembre 2020, avec Violé·es, une histoire de dominations, Clémence Allezard et Séverine Cassar consacrent quatre épisodes au viol en recueillant les témoignages d'une dizaine de victimes,.
Au 1er août 2024, l'émission comptabilise 1 625 épisodes.

## Séries

### 2016
1. De la radicalisation au djihadisme - Chroniques intimes d’un fiasco républicain par Alain Lewkowicz (29 août-1er septembre, 4 épisodes)
2. Une révolution douce : l’économie sociale et solidaire par Patrick Boudet et Guillaume Baldy (5-8 septembre, 4 épisodes)
3. Passer les frontières, 4 histoires de frontières par Maylis Besserie (12-15 septembre, 4 épisodes)
4. En séance, étapes d’une psychanalyse par Virginie Bloch-Lainé (19-22 septembre, 4 épisodes)
5. Oser prendre la parole par Perrine Kervran (26-29 septembre, 4 épisodes)
6. Quatre femmes de science par Olivier Chaumelle et Vincent Decque (3-6 octobre, 4 épisodes)
7. La Mondialisation en 57 facettes par Benjamin Bibas, Emmanuel Chicon et Jean-Philippe Navarre (10-13 octobre, 4 épisodes)[n 1]
8. Aux marges du territoire par Julie Gacon et Yvon Croizier (17-20 octobre, 4 épisodes)
9. L’Espionnage sur écoute par Amaury Chardeau (24-27 octobre, 4 épisodes)
10. Les Prix littéraires par Stéphane Bonnefoi (31 octobre-3 novembre, 4 épisodes)
11. Les Pollutions invisibles par Inès Léraud, Lionel Quantin, Anna Szmuc, Diphy Mariani et Guillaume Baldy (14-17 novembre, 4 épisodes)
12. En immersion à la police scientifique par Michel Pomarède (21-24 novembre, 4 épisodes)
13. Militants ! par Arnaud Contreras (28 novembre-1er décembre, 4 épisodes)
14. Terreur d’État par Nicolas Joxe (5-8 décembre, 3 épisodes)
15. Lascaux saison 4 : un art quasi mort et très enterré par Perrine Kervran (12-15 décembre, 4 épisodes)
16. Les Combattantes par Johanna Bedeau (19-22 décembre, 4 épisodes)
17. Où est passé le parfum des roses ? par Jean-Baptiste Veyrieras et Mariannick Bellot (26-29 décembre, 4 épisodes)

### 2017
18. L’Avenir devant eux par Aurélie Charon et Delphine Lemer (2-5 janvier, 4 épisodes)
19. Voyage au centre du cerveau par Lydia Ben Ytzhak et Anna Szmuc (9-12 janvier, 4 épisodes)
20. La France et l’Angleterre au bord de la crise de nerfs par Ilana Navaro (16-19 janvier, 4 épisodes)
21. Quatre Paysages par Camille Juza (23-26 janvier, 4 épisodes)
22. Après la mort de Castro, raconter l’histoire de Cuba par Xavier d’Arthuys (30 janvier-2 février, 4 épisodes)
23. La Transmission dans tous ses états par Caroline Eliacheff (6-9 février, 4 épisodes)
24. L'Armée française : des rues de Paris au désert du Sahara par Raphaël Krafft (13-16 février, 4 épisodes)
25. Cent ans après la révolution russe, hériter de 1917 par Marie Chartron et Julie Beressi (20-23 février, 4 épisodes)
26. Paysans : les quatre saisons par Julie Navarre (27 février-2 mars, 4 épisodes)
27. Islam sur le divan par Seham Boutata (6-9 mars, 4 épisodes)
28. Le salariat n’est pas mort, il bouge encore par Rémi Douat et Martine Abat (13-16 mars, 4 épisodes)
29. Variations sur la beauté par Élise Andrieu (20-23 mars, 4 épisodes)
30. Vivre en Guyane par Nedjma Bouakra et Diphy Mariani (27-30 mars, 4 épisodes, rediffusion)
31. L'Art dégénéré par Christine Lecerf et Franck Lilin (3-6 avril, 4 épisodes)
32. Des virus suivis à la trace par Michel Pomarède (10-13 avril, 4 épisodes)
33. Nationalismes et Populismes : l’autre visage de l’Europe par Alain Lewkowicz (17-20 avril, 4 épisodes)
34. Des nouvelles du Portugal par Alexandre Héraud (24-27 avril, 4 épisodes, rediffusion)
35. Mon jumeau, le robot par Maylis Besserie (1er-4 mai, 4 épisodes)
36. Le Costume du président et la Ve république par Kristel Le Pollotec (8-11 mai, 4 épisodes)
37. La Liberté ou la Liberté, contours du féminisme polonais par Joanna Grudzinska (15-18 mai, 4 épisodes)
38. À La Paillade par Stéphane Bonnefoi (22-25 mai 2017, 4 épisodes)
39. Des animaux et des hommes par Benoît Bories et Charlotte Rouault (5-8 juin, 4 épisodes)
40. À l'ombre des centrales nucléaires par Lydia Ben Ytzhak (12-15 juin, 4 épisodes)
41. La Vieillesse, ce joyeux naufrage par Virginie Bloch-Lainé (19-22 juin, 4 épisodes)
42. L’Art en 1917 par Perrine Kervran (26-29 juin 2017, 4 épisodes)
43. La Diversité et les Scènes françaises par Stéphane Bonnefoi  (28-31 août, 4 épisodes)
44. Le salariat n’est pas mort, il bouge encore par Rémi Douat et Martine Abat (4-7 septembre, 4 épisodes, rediffusion)
45. Le Mont-Saint-Michel, du sable au clocher par Nedjma Bouakra (11-14 septembre, 4 épisodes)
46. Voyage transclasse, histoires de ceux qui ont quitté leur milieu d’origine par Leïla Djitli (18-21 septembre, 4 épisodes)
47. Sommes-nous libres de nos habits ? par Emmanuelle Polle et Christine Robert (25-28 septembre, 4 épisodes)
48. Réfugiés par Raphaël Krafft (2-5 octobre, 4 épisodes)
49. Cent ans après la révolution russe, hériter de 1917 par Marie Chartron et Julie Beressi (9-12 octobre, 4 épisodes, rediffusion)
50. Rouge comme les règles par Juliette Boutillier (16-19 octobre, 4 épisodes)
51. Faites sauter les banques ! par Rémi Douat (23-26 octobre, 4 épisodes)
52. De la plante au médicament par Lydia Ben Ytzhak (30 octobre-2 novembre, 4 épisodes)
53. Les Prix littéraires par Stéphane Bonnefoi (6-9 novembre, 4 épisodes, rediffusion)
54. La Relation soignant-soigné par Mélanie Déchalotte (13-16 novembre, 4 épisodes)
55. La Justice restaurative : un dialogue possible par Johanna Bedeau (20-23 novembre, 4 épisodes)
56. Quand l’art se met au service du pouvoir par Élise Gruau (4-7 décembre, 4 épisodes)
57. L’Usage du fleuve par Martine Abat et Annabelle Brouard (18-21 décembre, 4 épisodes)
58. Utopia – Architecture et Utopie par Camille Juza (25-28 décembre, 4 épisodes)

### 2018
59. Lascaux saison 4 : un art quasi mort et très enterré par Perrine Kervran (8-11 janvier, 4 épisodes, rediffusion)
60. Classer les choses, penser les hommes par Laëtitia Druart (15-18 janvier, 4 épisodes)
60. “Mon métier, c’est avocat” - Dans le secret du cabinet Seban à Paris par Michel Pomarède (22-25 janvier, 4 épisodes)
61. L’Espionnage sur écoute par Amaury Chardeau (5-8 février, 4 épisodes, rediffusion)
62. Le Sexe comme objet - Savoirs et Sexualité par Dephine Saltel (12-15 février, 4 épisodes)
63. Écrire l'amour par Virginie Bloch-Lainé (19-22 février, 4 épisodes)
64. Voyage au centre du cerveau par Lydia Ben Ytzhak et Anna Szmuc (26 février-1er mars, 4 épisodes, rediffusion)
65. Le Grand Paris par Nicolas Joxe (5-8 mars, 4 épisodes)
65. Artistes à l’œuvre par Stéphane Bonnefoi (12-15 mars, 4 épisodes)
66. Quatre femmes de science par Olivier Chaumelle et Vincent Decque (19-22 mars, 4 épisodes, rediffusion)
67. La Marche des banlieues et après par Sébastien Daycard-Heid (26-29 mars, 4 épisodes)
68. En séance, étapes d’une psychanalyse par Virginie Bloch-Lainé (2-5 avril, 4 épisodes, rediffusion)
69. Quand la création raconte le sida par Didier Roth-Bettoni (9-12 avril, 4 épisodes)
70. Sorcellerie par Céline du Chéné (17 avril, 1 épisode)
71. Après 68, la radicalisation de l'extrême gauche par Kristel Le Pollotec (23-26 avril, 4 épisodes)
72. Agnotologie : la mécanique de l'ignorance par Franck Cuveillier (30 avril-3 mai, 4 épisodes)
73. Comédien-ne, le plus beau métier du monde ? par Julien Thèves (7-10 mai, 4 épisodes)
74. L'Art dégénéré par Christine Lecerf et Franck Lilin (21-24 mai, 4 épisodes, rediffusion)
75. Homme/Animal : une frontière fragile ? par Michel Alberganti (28-31 mai, 4 épisodes)
76. Masculins, est-ce ainsi que les hommes se vivent par Juliette Boutillier (4-7 juin, 4 épisodes)
77. Marins par Arnaud Contreras (18-21 juin, 4 épisodes)
78. Quatre Paysages par Camille Juza (2-5 juillet, 4 épisodes, rediffusion)
79. À l'ombre des centrales nucléaires par Lydia Ben Ytzhak (16-19 juillet, 4 épisodes, rediffusion)
80. Variations sur la beauté par Élise Andrieu (23-26 juillet, 4 épisodes, rediffusion)
81. L'Armée française : des rues de Paris au désert du Sahara par Raphaël Krafft (30 juillet-2 août, 4 épisodes, rediffusion)
82. Où est passé le parfum des roses ? par Jean-Baptiste Veyrieras et Mariannick Bellot (6-9 août décembre, 4 épisodes, rediffusion)
83. La France et l’Angleterre au bord de la crise de nerfs par Ilana Navaro (13-16 août, 4 épisodes, rediffusion)
84. Les Transidentités, racontées par les trans par Perrine Kervran (27-30 août, 4 épisodes)
85. L’École républicaine au péril des inégalités sociales par Alain Lewkowicz (3-6 septembre, 4 épisodes)
86. Musiques africaines, une histoire parisienne par Élodie Maillot (10-13 septembre, 4 épisodes)
87. Être pauvre par Rémi Dybowski-Douat (17-20 septembre, 4 épisodes)
88. La République et les Croyants par Catherine Escrive (24-27 septembre, 4 épisodes)
89. Masculins, est-ce ainsi que les hommes se vivent par Juliette Boutillier (1er-4 octobre, 4 épisodes, rediffusion)
90. Affaire Grégory, le roman de la Vologne par Denis Robert (15-18 octobre, 4 épisodes)
91. Syrie, Colombie, quand l'état devient assassin par Nicolas Joxe (22-25 octobre, 4 épisodes)
92. À la poursuite des livres manquants par Élise Gruau (29 octobre-1er novembre, 4 épisodes)
93. 14-18 : la Grande Guerre racontée par les archives par Kristel Le Pollotec (5-8 novembre, 4 épisodes)
94. 1918, après la guerre les années folles par Stéphane Bonnefoi (12-15 novembre, 4 épisodes)
95. En immersion à la police scientifique par Michel Pomarède (19-22 novembre, 4 épisodes, rediffusion)
96. Mon jumeau, le robot par Maylis Besserie (10-13 décembre, 4 épisodes, rediffusion)
97. Où va l’humanitaire ? par Michel Pomarède (17-20 décembre, 4 épisodes)
98. L’Appel de la montagne par Marie Chartron (24-27 décembre, 4 épisodes)
99. Le Mont-Saint-Michel, du sable au clocher par Nedjma Bouakra (31 décembre-3 janvier, 4 épisodes, rediffusion)

### 2019
[…]
100. Bienvenue dans l’anthropocène par Tao Favre (7-10 janvier, 4 épisodes)
- Une histoire du dancefloor de Perrine Kervran (25-28 février, 4 épisodes)
- Paysans : les quatre saisons par Julie Navarre (18-21 mars, 4 épisodes, rediffusion)[n 23]
- Des virus suivis à la trace par Michel Pomarède (1er-4 juillet, 4 épisodes, rediffusion)[n 24]
- Islam sur le divan par Seham Boutata (8-11 juillet, 4 épisodes, rediffusion)[n 25]
- Artistes à l’œuvre par Stéphane Bonnefoi (15-18 juillet, 4 épisodes, rediffusion)[n 26]
- Voyage transclasse, histoires de ceux qui ont quitté leur milieu d’origine par Leïla Djitli (22-25 juillet, 4 épisodes, rediffusion)[n 27]
- Sommes-nous libres de nos habits ? par Emmanuelle Polle et Christine Robert (29 juillet-1er août, 4 épisodes, rediffusion)[n 28]
- Réfugiés par Raphaël Krafft (5-8 août, 4 épisodes, rediffusion)[n 29]
- Rouge comme les règles par Juliette Boutillier (12-15 août, 4 épisodes, rediffusion)[n 30]
- L’Usage du fleuve par Martine Abat et Annabelle Brouard (19-22 août, 4 épisodes, rediffusion)[n 31]
- La Diversité et les Scènes françaises par Stéphane Bonnefoi (14-17 octobre, 4 épisodes, rediffusion)[n 32]
- Utopia – Architecture et utopie par Camille Juza (27-30 novembre, 4 épisodes, rediffusion)[n 33]
- Quand l’art se met au service du pouvoir par Élise Gruau (16-19 décembre, 4 épisodes, rediffusion)[n 34]

### 2020
[…]
- Faites sauter les banques ! par Rémi Douat (20-23 janvier, 4 épisodes, rediffusion)[n 35]
- La Vieillesse, ce joyeux naufrage par Virginie Bloch-Lainé (10-13 février, 4 épisodes, rediffusion)[n 36]
- De la plante au médicament par Lydia Ben Ytzhak (17-20 février, 4 épisodes, rediffusion)[n 37]
- Sorcières par Céline du Chéné (25-28 mai, 4 épisodes)[n 38]
- Le Sexe comme objet - Savoirs et Sexualité par  Dephine Saltel (22-25 juin, 4 épisodes, rediffusion)[n 39]
- À la poursuite des livres manquants par Élise Gruau (23-26 novembre, 4 épisodes, rediffusion)[n 40]
- Violé·es : une histoire de dominations de Clémence Allezard (7-10 décembre, 4 épisodes)

### 2021
[…]
- L’Appel de la montagne par Marie Chartron (11-14 janvier, 4 épisodes, rediffusion)[n 41]
- Agnotologie : la mécanique de l'ignorance par Franck Cuveillier (22-25 février, 4 épisodes, rediffusion)[n 42]
- La République et les Croyants par Catherine Escrive (8-11 mars, 4 épisodes, rediffusion)[n 43]
- À votre service par Jérôme Sandlarz (5-8 avril, 4 épisodes)
- Écrire l'amour par Virginie Bloch-Lainé (19-22 avril, 4 épisodes, rediffusion)[n 44]
- 14-18 : la Grande Guerre racontée par les archives par Kristel Le Pollotec (26-29 avril, 4 épisodes, rediffusion)[n 45]
- Il était une fois le roman par Kristel Le Pollotec (31 mai-3 juin, 4 épisodes)
- Comédien-ne, le plus beau métier du monde ? par Julien Thèves (5-8 juillet, 4 épisodes, rediffusion)[n 46]
- Marins par Arnaud Contreras (12-15 juillet, 4 épisodes, rediffusion)[n 47]
- 1918, après la guerre les années folles par Stéphane Bonnefoi (19-22 juillet, 4 épisodes, rediffusion)[n 48]
- Classer les choses, penser les hommes par Laëtitia Druart (23-26 août, 4 épisodes, rediffusion)[n 49]
- Une histoire du Mouvement des travailleurs arabes d'Hajer Ben Boubaker (18-21 octobre, 4 épisodes)
- Quand la création raconte le sida par Didier Roth-Bettoni (13-16 décembre, 4 épisodes, rediffusion)[n 50]

### 2022
[…]
- L'Inceste par Johanna Bedeau (3-6 janvier, 4 épisodes)
- Sorcellerie par Céline du Chéné (19 décembre, 1 épisode, rediffusion)[n 51]

### 2023
[…]
- Bienvenue dans l’anthropocène par Tao Favre (20-23 mars, 4 épisodes, rediffusion)[n 52]
- Le Mont-Saint-Michel, du sable au clocher par Nedjma Bouakra (8-11 mai, 4 épisodes, rediffusion)[n 53]
- Être pauvre par Rémi Dybowski-Douat (11-14 décembre, 4 épisodes, rediffusion)[n 54]

### 2024
- Sur les traces du Front de libération de la Bretagne : une histoire du terrorisme breton par Kristel Le Pollotec (1er-4 janvier, 4 épisodes)
- Psychiatrie : la folie ordinaire par Johanna Bedeau (8-11 janvier, 4 épisodes)
- Être un bon homme par Romain de Becdelièvre (15-18 janvier, 4 épisodes)
- Féminisme, l'avant-garde espagnole par Ilana Navaro (22-25 janvier, 4 épisodes)
- La Rafle du Vel d’Hiv, récits d’un crime français par Alain Lewkowicz (29 janvier-1er février, 8 épisodes)
- Quand le travail est à la peine par Stéphane Bonnefoi (5-8 février, 4 épisodes)
- MOI, la main-d'œuvre immigrée en lutte par Marie Chartron (12-15 février, 4 épisodes)
- Le Raï, une histoire algérienne par Hajer Ben Boubaker (19-22 février, 4 épisodes)
- À cause de Mandela par Nicolas Champeaux (26-29 février, 4 épisodes)
- Une terre qui parle par Tao Favre (4-7 mars, 4 épisodes)
- Sur les lieux de Georges Perec par Claire Zalc (11-14 mars, 4 épisodes)
- Lieux en déshérence par Olivier Chaumelle (18-21 mars, 4 épisodes)
- Les Cheveux en quatre par Clawdia Prolongeau (25-28 mars, 4 épisodes)
- 1974, Pompidou est mort par Kristel Le Pollotec (1er-4 avril, 4 épisodes)
- Féminicides, la guerre mondiale contre les femmes par Pauline Chanu (8-11 avril, 4 épisodes)
- Ménopause pour tout le monde par Perrine Kervran (15-18 avril, 4 épisodes)
- Des vivants jusqu’à la mort par Émilie Chaudet (22-25 avril, 4 épisodes)
- Pédés : réinventer le monde par Camille Desombre (29 avril-2 mai, 4 épisodes)
- Les enfants peuvent-ils parler ?  par Clémence Allezard (6-9 mai, 4 épisodes)
- La Guerre de l’eau  par Rémi Dybowski Douat (13-16 mai, 4 épisodes)
- La Justice restaurative : un dialogue possible par Johanna Bedeau (20-23 mai, 4 épisodes, rediffusion)[n 55]
- Europe 1979, un jeune parlement pour le vieux continent par Quentin Tenaud (27-30 mai, 4 épisodes)
- Le Sentiment océanique par Aline Pénitot (3-6 juin, 4 épisodes)
- La Décision. À l’origine de l’extermination des Juifs d’Europe par Johanna Bedeau et Michel Spinosa (10-13 juin, 4 épisodes)
- Jeux olympiques : la guerre autrement par Michel Pomarède (17-20 juin, 4 épisodes)
- Felice, Milena, Dora, Ottla : quatre femmes avec Kafka par Ruth Zylberman (24-27 juin, 4 épisodes)
- Les bandes de jeunes sont éternelles par Perrine Kervran (1er-4 juillet, 8 épisodes)
- L'Inceste par Johanna Bedeau (8-11 juillet, 4 épisodes, rediffusion)[n 56]
- Le Surf, une vague mondiale par Raphaël Krafft (15-18 juillet, 4 épisodes)
- Toutânkhamon, le retour du pharaon par Élise Gruau (22-25 juillet, 4 épisodes)
- À votre service par Jérôme Sandlarz (29 juillet-1er août, 4 épisodes, rediffusion)[n 57]
- Il était une fois le roman par Kristel Le Pollotec (5-8 août, 4 épisodes, rediffusion)[n 58]
- Désobéissance civile : citoyens hors la loi par Amélie Perrot (26-29 août, 4 épisodes)
- L'odyssée de la croisière par Laetitia Druart (2-5 septembre, 4 épisodes)
- Jeunesses africaines en exil par Raphaël Krafft (9-12 septembre, 4 épisodes)
- Profession détective par Kristel Le Pollotec (16-19 septembre, 4 épisodes)
- Le GIEC, un autre machin onusien ? par Alain Lewkowicz (23-27 septembre, 4 épisodes)
- Aidants, la vie en suspens par Karine Le Loët (7-10 octobre, 4 épisodes)
- Cabaret par Céline du Chéné (14-17 octobre)

## Distinctions
- Out d'or 2019 : Meilleur documentaire pour Les Transidentités, racontées par les trans de Perrine Kervran et Annabelle Brouard[12],[7],[13],[8].
- Prix Découverte sonore de la SCAM 2022 pour Une histoire du Mouvement des travailleurs arabes d'Hajer Ben Boubaker et Angélique Tibau[14]